# Гартсвілл (Теннессі)
Гартсвілл (англ. Hartsville) — місто (англ. town) в США, в окрузі Трусдейл штату Теннессі. Населення — 11 615 осіб (2020).

## Географія
Гартсвілл розташований за координатами 36°23′35″ пн. ш. 86°9′24″ зх. д. / 36.39306° пн. ш. 86.15667° зх. д. (36.393030, -86.156691).  За даними Бюро перепису населення США в 2010 році місто мало площу 302,10 км², з яких 295,76 км² — суходіл та 6,35 км² — водойми.

## Демографія
Згідно з переписом 2010 року, у селищі мешкало 7870 осіб у 2976 домогосподарствах у складі 2136 родин. Густота населення становила 26 осіб/км².  Було 3368 помешкань (11/км²).
Расовий склад населення:
| - 87,1 % — білих - 9,6 % — чорних або афроамериканців - 0,4 % — корінних американців - 0,2 % — азіатів |

До двох чи більше рас належало 1,8 %. Частка іспаномовних становила 2,5 % від усіх жителів.
За віковим діапазоном населення розподілялося таким чином: 24,6 % — особи молодші 18 років, 61,9 % — особи у віці 18—64 років, 13,5 % — особи у віці 65 років та старші. Медіана віку мешканця становила 39,5 року. На 100 осіб жіночої статі у селищі припадало 98,8 чоловіків;  на 100 жінок у віці від 18 років та старших — 95,1 чоловіків також старших 18 років.
Середній дохід на одне домашнє господарство  становив 54 326 доларів США (медіана — 41 029), а середній дохід на одну сім'ю — 65 826 доларів (медіана — 54 523). Медіана доходів становила 49 167 доларів для чоловіків та 26 462 долари для жінок. За межею бідності перебувало 17,3 % осіб, у тому числі 20,7 % дітей у віці до 18 років та 11,2 % осіб у віці 65 років та старших.
Цивільне працевлаштоване населення становило 3376 осіб. Основні галузі зайнятості: освіта, охорона здоров'я та соціальна допомога — 26,9 %, роздрібна торгівля — 14,6 %, транспорт — 10,0 %, виробництво — 9,2 %.